# Kinsuke Šimada
Kinsuke Šimada (島田謹介, Šimada Kinsuke, 28. června 1900 – 30. června 1994) byl japonský fotograf.

## Životopis
Narodil se jako syn lékaře v prefektuře Nagano. Na střední škole studoval malířství a ve stejné době kolem roku 1920 se začal věnovat novinářské fotografii v Tokiu.
V roce 1920 nastoupil do tokijského ústředí Asahi Šimbun a stal se novinářským fotografem patřícím do fotografické sekce odboru sociálních věcí, a když byl v roce 1923 spuštěn „Asahi Graph “, stal se členem fotografické skupiny. Fotografický zdokumentoval Velké kantoské zemětřesení (1923), incidentu z 15. května (1932) a incident 26. února.
Působil jako zástupce ředitele fotografického oddělení v Asahi Šimbun a společnost opustil v roce 1955. Od té doby jako fotograf na volné noze publikoval svá díla se zaměřením na krajinářskou fotografii.
Práce Šimady jsou trvale vystaveny v Městském muzeu v Naganu „Monzen Merchant Chozo Oiraikan“, které bylo otevřeno v roce 2001.

## Hlavní knihy a fotoknihy
- Musašino, Kuraši no Techoša, 1956
- Okno cesty, Asahi Šimbun, 1960
- Sněhová země, Kuraši no Techoša, 1962
- Šinanodži, Jukikaša, 1964
- Isuzugawa, Kosaidou Publishing, 1969
- Čtyři roční období, Japan Transportation Corporation, 1972
- Kjóto Lyric, International Information Company, 1974
- Hill, Asahi Šimbun, 1976
- Džamakawa, Japan Transportation Corporation, 1978